# Крыстева, Стойка
Стойка Желязкова Крыстева (болг. Стойка Желязкова Кръстева, до конца 2010-х годов — Петрова; род. 18 сентября 1985, Толбухин) — болгарская боксёрша. Олимпийская чемпионка (2020), чемпионка Европы (2014, 2018), призёр чемпионатов мира. Член сборной Болгарии по боксу.

## Карьера
По её словам, в детстве она была сорванцом и довольно озорной, росла в основном с мальчиками, никогда не играла в куклы, всегда был в мужской компании. Поэтому она выбрала бокс.
В 13 лет начала заниматься боксом у первого тренера Стефана Петкова в 1999 году. Училась в спортивной школе имени Георгия Раковски в Добриче (2000—2004), которую окончила с отличием. Участница Добричского боксерского клуба, позднее стала выступать за спортивный клуб «Локомотив» (Пловдив).
Неоднократная победительница национального чемпионата в весовой категории до 48 кг (2009 год), до 51 кг (2011, 2012, 2013, 2014 годы), до 54 кг (2017 и 2018 год).
В 2011 году в Роттердаме на чемпионате континента сумела завоевать бронзовую медаль. На следующий год в Лондоне на Олимпийских играх приняла участие, но заняла лишь 5-е место, выиграв один бой и проиграв в четвертьфинале. На чемпионате Европы 2014 года в Бухаресте сумела опередить всех и стала впервые чемпионкой Европы. В Казахстане, на чемпионате мира 2016 года, дошла до финала, но уступила казахстанской спортсменке Дине Жоламан. На чемпионате Европы 2018 года в Софии, сумела вновь стать чемпионом континентального первенства.
На 10-м чемпионате мира по боксу среди женщин в Индии, в финале, 24 ноября 2018 года, болгарская спортсменка встретилась с тайваньской спортсменкой Линь Ю-Тин, уступила ей и завершила выступление на мировом первенстве на втором месте с серебряной медалью.
7 августа 2021 года на Олимпийских играх 2020 в Токио в финале победила турецкую спортсменку Бусеназ Чакыроглу.
Дважды Спортсмен № 1 города Добрич — 2011 и 2012 гг. Боксер № 1 Болгарии за 2012 год. Спортсмен № 5 Болгарии за 2018 год. Дважды обладатель Кубка Странджа (старейшего любительского турнира по боксу в мире) — 2014 и 2021 г. 

## Достижения
- Почётный знак Президента Болгарии (2020)[2].
- Почётный гражданин Софии (2021)[3].